# Swiss Music Awards 2019
La 12ª edizione degli Swiss Music Awards si è tenuta il 16 febbraio 2019 a Lucerna, Svizzera. È stata trasmessa live su SRF zwei, su RSI LA2, sul canale romando Rouge TV e su One TV dal KKL e il giorno dopo in replica sul canale ProSieben. È stata condotta da Stefan Büsser.
Il grande vincitore della serata è stato Bligg con 2 premi. 
Gli artisti che si sono esibiti live sul palco sono stati: Billie Eilish, Gotthard, Stress, Comme1Flocon, Anna Rossinelli, Bastian Baker, Manillio, Nemo.

## Premi[1][2]
I vincitori della categoria sono evidenziati in grassetto.

### Miglior canzone nazionale (Best Song National)
- Us Mänsch - Bligg feat. Marc Sway
- 079 - Lo & Leduc
- Adiós - Loco Escrito

### Miglior canzone internazionale (Best Song International)
- Échame la culpa - Luis Fonsi & Demi Lovato
- In My Mind -  Dynoro & Gigi D'Agostino
- Nevermind - Dennis Lloyd

### Miglior album (Best Album)
- Song Book - Stephan Eicher & Martin Suter
- KombiNation - Bligg
- Schnupf, Schnaps + Edelwyss - Trauffer

### Rivelazione nazionale (Best Breaking Act National)
- Härz
- Crimer
- Stereo Luchs

### Rivelazione internazionale (Best Breaking Act International)
- Post Malone
- Rudimental
- Camila Cabello

### Miglior talento (Best Talent)
- JulDem
- Marius Bear
- KT Gorique

### Miglior performance live (Best Live Act)
- The Gardener & the Tree
- Sophie Hunger
- Zeal & Ardor

### Miglior interprete romando (Best Act Romandie)
- Emilie Zoé
- The Two
- Sim's

### Miglior interprete femminile (Best Female Solo Act)
- Beatrice Egli
- Sophie Hunger
- Steff la Cheffe

### Miglior interprete maschile (Best Male Solo Act)
- Bligg
- Philipp Fankhauser
- Loco Escrito

### Miglior interprete internazionale (Best Solo Act International)
- Eminem
- Drake
- Post Malone

### Miglior gruppo nazionale (Best Group National)
- Hecht
- Pegasus
- Lo & Leduc

### Miglior gruppo internazionale (Best Group International)
- Imagine Dragons
- Bonez MC & RAF Camora
- Muse

### Artist Award
- Black Sea Dahu

### Jury Award (Outstanding Achievement Award)
- Sina